# Cyligramma joa
Cyligramma joa är en fjärilsart som beskrevs av Jean Baptiste Boisduval 1833. Cyligramma joa ingår i släktet Cyligramma och familjen nattflyn. Inga underarter finns listade i Catalogue of Life.

## Bildgalleri

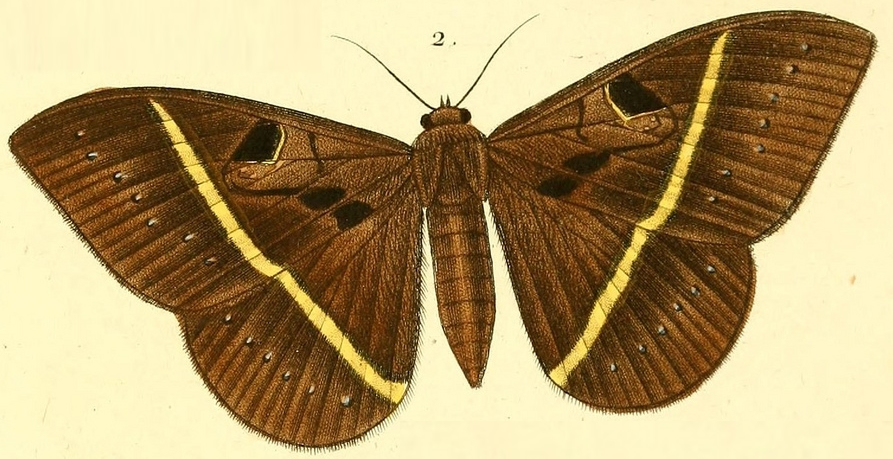